# Columbusmodulet
Columbusmodulet er et europæisk laboratoriemodul der blev koblet til Den Internationale Rumstation d. 11. februar 2008.
Columbus er en 6,9 m lang cylinder, med en diameter på 4,5 m. Columbus blev opsendt med rumfærgen Atlantis på STS-mission 122 og ved opsendelsen vejede Columbus 12,8 tons. Columbus er et trykmodul og tre astronauter kan arbejde samtidigt i det 75 m3 store laboratorium. Begrænsningen skyldes CO2-udledningen fra menneskene.
Columbus indeholder 10 reoler med eksperimenter – herunder verdens første skorpionaut. Eksperimenterne opdeles i første omgang i fire grupper:
- Biolab (BLB)
- Fluid Science Lab (FSL)
- European Physiology Modules (EPM)
- European Drawer Rack (EDR)

Danske forskere med Peter Norsk i spidsen har et eksperiment til undersøgelse af hjertekarsystemet hos astronauter.
Med Terma som teknisk ansvarlig og DTU Space med den videnskabelige ledelse etableres i 2015-2016 kamera og måleudstyr i forbindelse med projektet ASIM - Atmosphere-Space Interactions Monitor til udforskning af den øvre del af atmosfæren (stratosfæren og mesosfæren op til 100 km) hvorunder projekt og udstyr skal lokalisere og registrere sprites, jets og elvere i tilknytning til lyn og tordenvejr.